# Обдорское княжество
Обдорское княжество — севернохантское политическое объединение в устье реки Оби. Было соседом ненецких племён и Ляпинского княжества. Долгое время боролось против захватов со стороны Новгородской республики и Московского княжества. Эмблемой (тотемом) этого княжества была лиса.
Обдора упомянута в новгородской берестяной грамоте № 365, датируемой 40-ми — началом 80-х годов XIV века.

## История

### Период независимости
Столицей княжества считался городок Пулноват-вош. Постепенно перешло от семейного объединения к протогосударству. Консолидация хантов и их союзников ненцев была обусловлена опасностью со стороны Новгородской республики. Первый известный конфликт произошел в 1364 году, когда новгородские воеводы Александр Абакумович и Степан Ляпа прошли до низовьев Оби. Уже в начале XV века Обдорское княжество всё больше стало походить на государство. При этом сумело сохранить собственную независимость, для укрепления которой обдорскими правителями был заключён союз с Ляпинским княжеством. В этот период основным врагом обдорских хантов было агрессивное Кодское княжество. Обдорское княжество постоянно страдало от набегов кодичей.
В 1470-х годах формально признало власть Тюменского ханства. В 1480-х годах Обдорское княжество помогало другим Югорским княжествам бороться против посягательств великого княжества Московского. Лишь в 1500 году обдорские князья признали над собой протекторат Московского княжества. Этому факту московская власть придавала большое значение, о чём свидетельствует внесение титула князя Обдорского в перечень титулов великого князя Московского Ивана III.
В 1563 году Обдорское княжество для защиты от набегов Кодского княжества признало свою зависимость от Кучума, правителя Сибирского ханства. После поражения последнего от отрядов Ермака, зависимость обдорцев от сибирских татар исчезла. В дальнейшем обдорские князья старались не вмешиваться в войны с русскими. В 1585 году княжество подтвердило зависимость от Русского царства.
В 1593 году потерпело поражение от московско-кодских отрядов. В результате на месте городка Сумгут-ваш воевода М. Траханиотов основал Березовский острог. Ханты и манси, которые зависели прежде от г. Выми, были приписаны к новому городку. Из Берёзова был организован поход служилых людей и кодских хантов в низовья Оби, под обдорский город Вой-кара, откуда были приведены в Берёзов несколько пленников. В 1595 году на месте столицы Пулноват-вош русские основали Обдорский острог (будущий Обдорск) — с языка коми значит Приобский. С этого момента Обдорское княжество территориально принадлежало Берёзовскому уезду и подчинялось тамошнему воеводе.
В 1600 году обдорский князь Василий организовал засаду против мангазейской экспедиции князя Мирона Шаховского, которая был успешно отбита. В результате обдорцы снова стали фактическими хозяевами на своих землях.
В 1601 году московский царь Борис I официально признал правителем всей Обдории до берегов Ледовитого океана Василия, поставив ему в обязанность в Обдорских городках и волостях ясачных людей ведать, и государем ясак собирать. Тогда же Мамрук, сын князя Василия, получил царскую жалованную грамоту, которая утверждала его княжеское достоинство и преемственность в правах отца. В 1605 году Мамрук восстал против власти Москвы, но потерпел поражение. В 1606 году Василий и его сын Мамрук получили от московского царя Василия IV грамоты с подтверждением их статуса. Однако в 1607 году Василий Обдорский вместе с ляпинскими, сургутскими хантами, пелымскими манси участвовал в заговоре против русских. С отрядом в 2 тыс. воинов взял в осаду Берёзов, но благодаря поддержке кодского князя Онжи Юрьева восстание было подавлено, а Василия Обдорского вместе с ляпинским князем Шатровом Лугуевым казнили в Берёзове. Однако титул Обдорских князей сохранил сын Василия — Мамрук.
В 1609 году князь Мамрук с обдорскими и ненецкими отрядами в союзе с кодской регентшей Анной Пуртеевой, при поддержке кондинских, Сургутских хантов и тобольских татар пытался свергнуть власть русского царя в Югорских землях, однако тщетно. С этого момента княжество окончательно стало зависимым от Русского царства.

### Под властью Москвы
Обдорские князья, которые были вынуждены принять крещение с целью сохранения личной власти, оставались верными «вере отцов». Самоедские (ненецкие) походы против «неверных» (русских), возглавляемые обдорскими князьями, проходили по всему Берёзовскому уезду. Под защиту князя в Княжеские юрты стекались ханты и ненцы, не пожелавшие принять крещение. Обдорское княжество стало оплотом языческой веры. Уже тогда чётко обозначилась грань, разделившая северных хантов на «язычников» (северную группу) и «христиан» (южную группу).
В 1631 году обдорский князь Мамрук подстрекал ненцев атаковать русскую колонию Мангазею, чем сумел нанести русским значительный ущерб. Лишь вмешательство значительных сил русских и их союзников положило конец таким нападениям. В дальнейшем сыновья Мамрука — Молик и Ермак постоянно организовывали нападения на московских купцов, сборщиков ясака, остроги.
В 1662—1663 годах Ермак Мамруков сделал попытку организации большого выступления против русских. К коалиции были привлечены практически все волости Берёзовского уезда, некогда бывшие самостоятельными княжествами. Своей столицей обдорский князь собирался сделать Берёзов. Однако заговор был раскрыт, и Ермак был повешен в Берёзове. Это была последняя попытка сбросить московское господство.
В 1679 году обдорский князь Гинда Моликов получил право от царя Фёдора III обращаться напрямую к Москве в обход Тобольского воеводы. После него князем становится сын Гинды — Тайша, ставший основателем рода Тайшиных.
В начале XVIII в., когда на всей остальной территории Приобья уже разворачивалась борьба за «истинную веру» (христианизация), в Обдории ещё в полной мере не завершилось военное подчинение туземцев, особенно кочевых тундровых ненцев. Северные ханты и ненцы восприняли христианизацию как новый виток войны — для них «эпоха Лещинского» (Филофея Лещинского, митрополита Сибирского и Тобольского) стала продолжением «эпохи Ермака».
С середины XVIII века Обдорское княжество постепенно становилось опорой Москвы в распространении административного влияния Российской империи среди кочевых северных хантов и ненцев. Политика управления ненцами посредством обдорских князей Тайшиных в течение нескольких столетий оказывалась наиболее эффективным методом управления «немирными», «воровскими» ненцами. В 1730-х годах обдорские князья окончательно перешли на сторону Москвы, вступив в конфликт с ненцами, с которыми боролись до 1760-х годов. В это время обдорские князья имеют власть лишь над собственными владениями и были символом сохранения старинных традиций. Тогда же Российская империя окончательно освоила эти земли. В дальнейшем княжеский род сохранял лишь титул князя, на который каждый новый наследник должен был получать подтвердительную грамоту от российского императора. Последним был Иван Матвеевич Тайшин, умерший во время правления императора Николая I.

## География
Центр Обдорского княжества располагался в устье Оби. На западе его границы достигали Полярного Урала, на севере доходили до полуострова Ямал, на востоке — до Надыма. На юге граничило с Ляпинским княжеством.

## Верования
Длительное время обдорские князья, знать, воины и ясачные люди придерживались языческой веры в виде шаманизма или анимизма. Первый из обдорских князей, крещёный в 1600 году в Москве в царствование Бориса Годунова, получил имя Василий. Тобольскому епархиальном гражданскому начальству было предписано устроить в Обдорске храм, который был построен в 1602 году во имя Св. Василия святителя Кесарии Каппадокийской.
Однако потомки Василия Обдорского — от Мамрука до Тайши оставались язычниками. При этом всячески препятствовали расширению христианства на своих и ненецких землях. Ещё в 1718 году князь Тайша Гындин отправлял карательные отряды против крещёных хантов. Лишь сыновья последнего перешли в христианство. Только в 1730—1740-х годах происходит настоящая христианизация этого населения.

## Экономика
Основу хозяйства составляла охота и рыбная ловля (речная и морская). Имели рыболовную флотилию (из простейших судов), чтобы выходить в море. Ясак зависимых народов уплачивался обдорским князьям в виде ценного меха животных (лиса, соболь). Через посредников торговали мехом, шкурами и рыбой с Сибирским ханством и Новгородской республикой, впоследствии великим княжеством Московским. В то же время активно торговали с северо-западными и северо-восточными ненцами. Торговля и хранение ясака происходила в городках Пулноват-ваш (Носовой), Войкар (Ночной), Уркар (Белый), из которых Пулноват-ваш (или Пулин-авут-вош) как столица княжества был местом хранения казны, а Войкар был известен как центр торговли с ненецкими племенами.

## Князья, признанные Москвой
- Василий (1601—1607)
- Мамрук Васильевич (1606 — после 1631)
- Молик Мамруков (1630—1640-е)
- Ермак Мамруков (1650-е — 1663)
- Гында Моликов (1663—1670-е)
- Тучабалда (?)
- Князь Тайшин Василий Дуарович — стольник (1676—1686), умер в Крымском походе (1689).
- Князь Тайшин Фёдор Сулейманович — стольник (1680—1686)[2].
- Тайша Гындин (1710-е)
- Матвей Тайшин (1767 — ?)
- Яков Матвеевич Тайшин
- Матвей Яковлевич Тайшин
- Иван Матвеевич Тайшин (? — 1854)